# Torf-Mosaikjungfer
Die Torf-Mosaikjungfer (Aeshna juncea) ist eine Libellenart aus der Familie der Edellibellen (Aeshnidae), welche der Unterordnung der Großlibellen (Anisoptera) angehören. Es handelt sich bei der Torf-Mosaikjungfer um eine große Libelle mit einer Flügelspannweite von maximal 10,5 Zentimetern.

## Merkmale

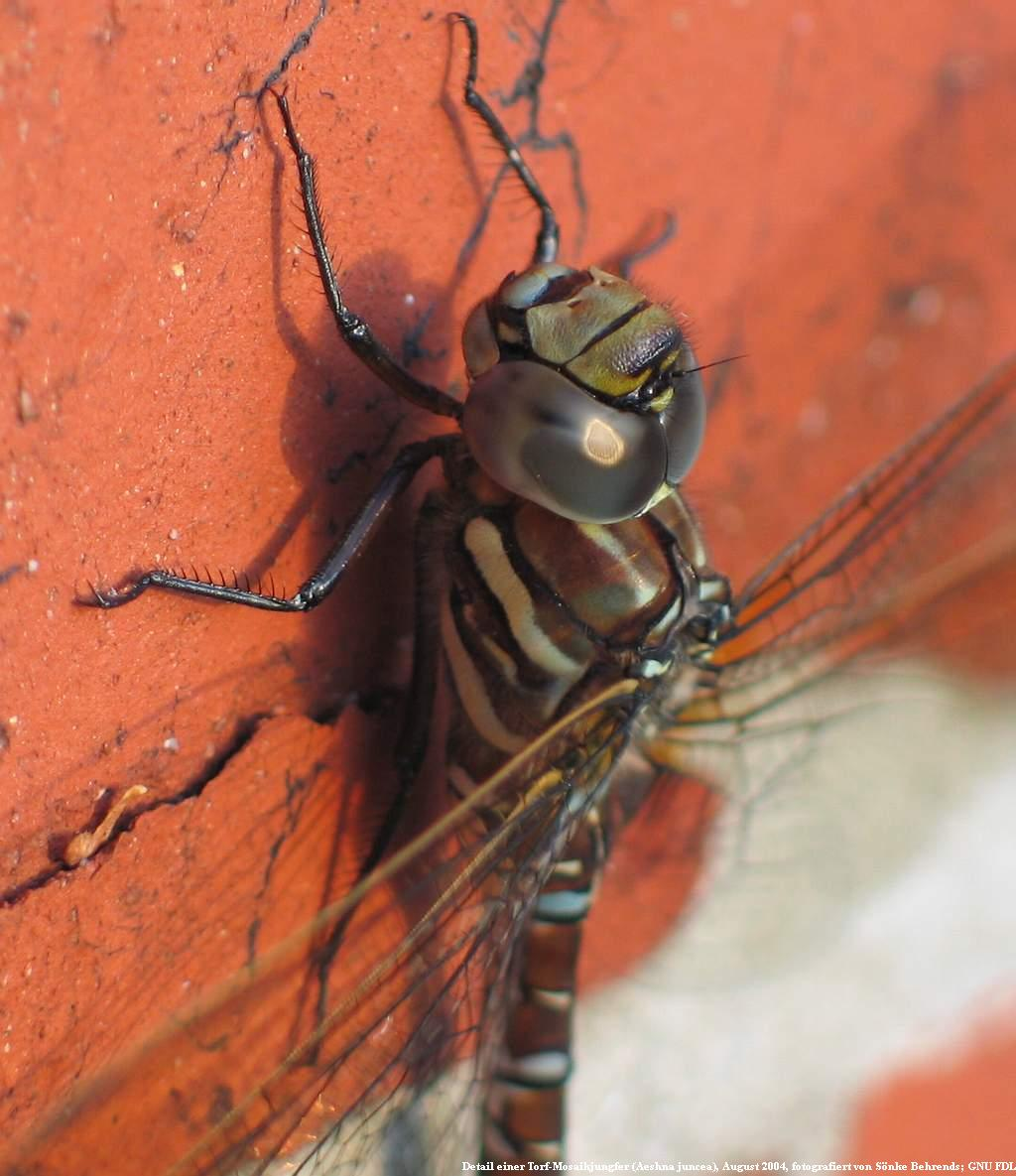
Detail einer Torf-Mosaikjungfer

Die Torf-Mosaikjungfer erreicht Flügelspannweiten von 9 bis 10,5 Zentimetern und gehört damit zu den größten Libellen Mitteleuropas. Der Brustabschnitt (Thorax) der Tiere ist graubraun gefärbt und besitzt gelbe Seiten- und Dorsalstreifen. Verwechslungsgefahr besteht mit der Hochmoor-Mosaikjungfer (Aeshna subarctica) sowie mit jungen und noch nicht ausgefärbten Exemplaren der Blaugrünen Mosaikjungfer (Aeshna cyanea). Der Hinterleib (Abdomen) der Männchen ist schwarz mit einer deutlichen und sehr kräftigen blauen Zeichnung auf der Oberseite.

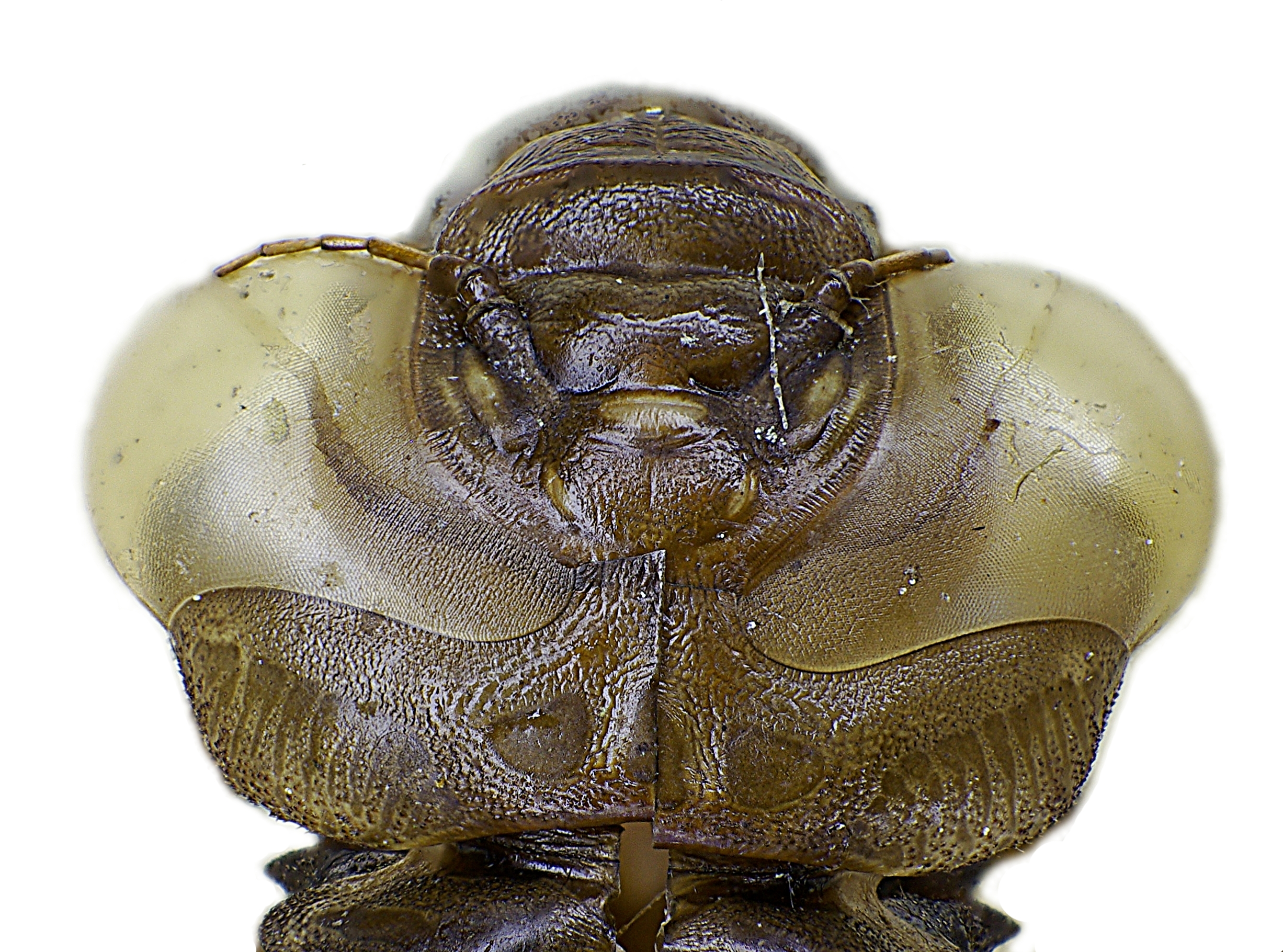
Kopf der Exuvie

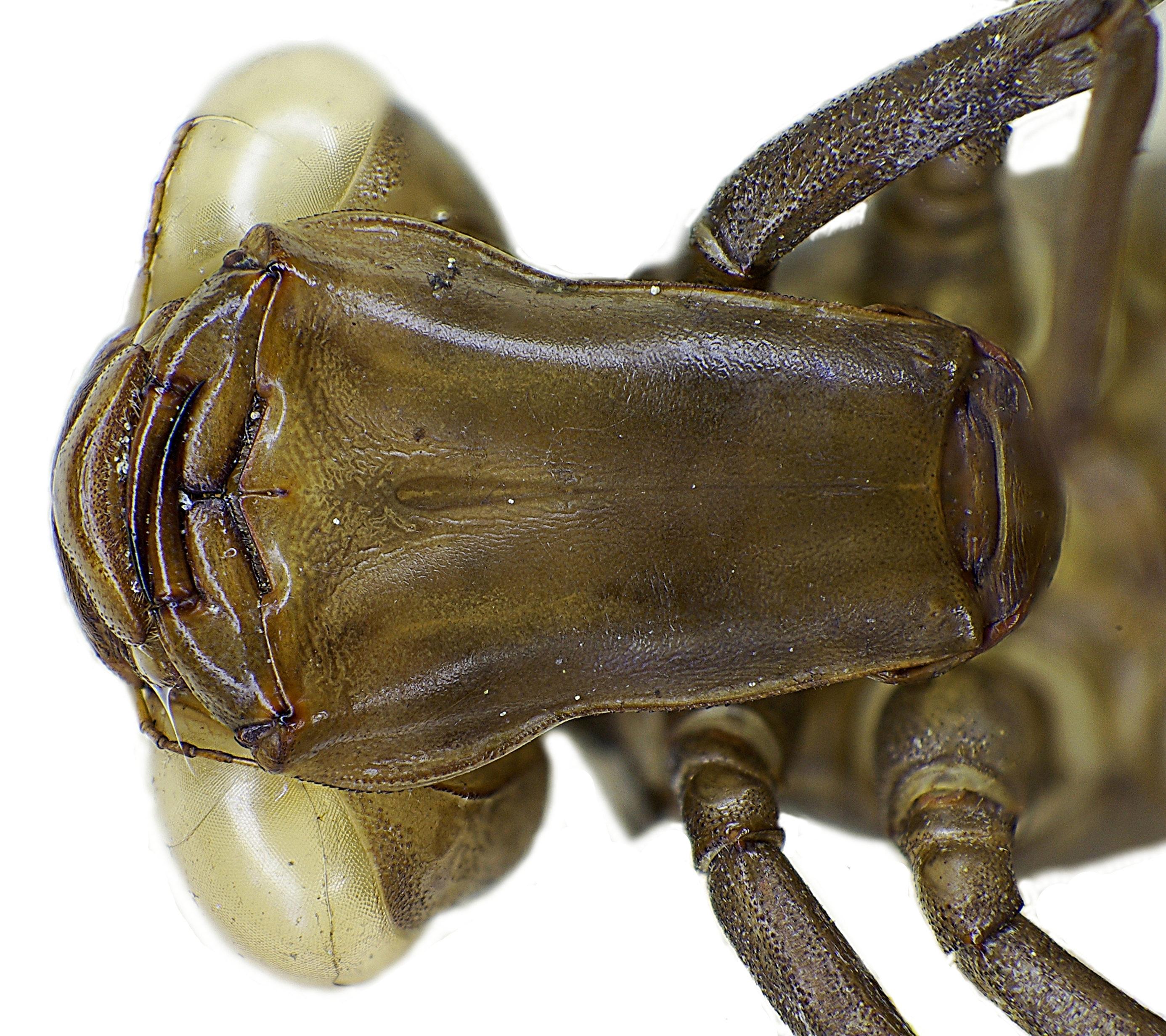
Fangmaske der Exuvie (Kopf von unten)

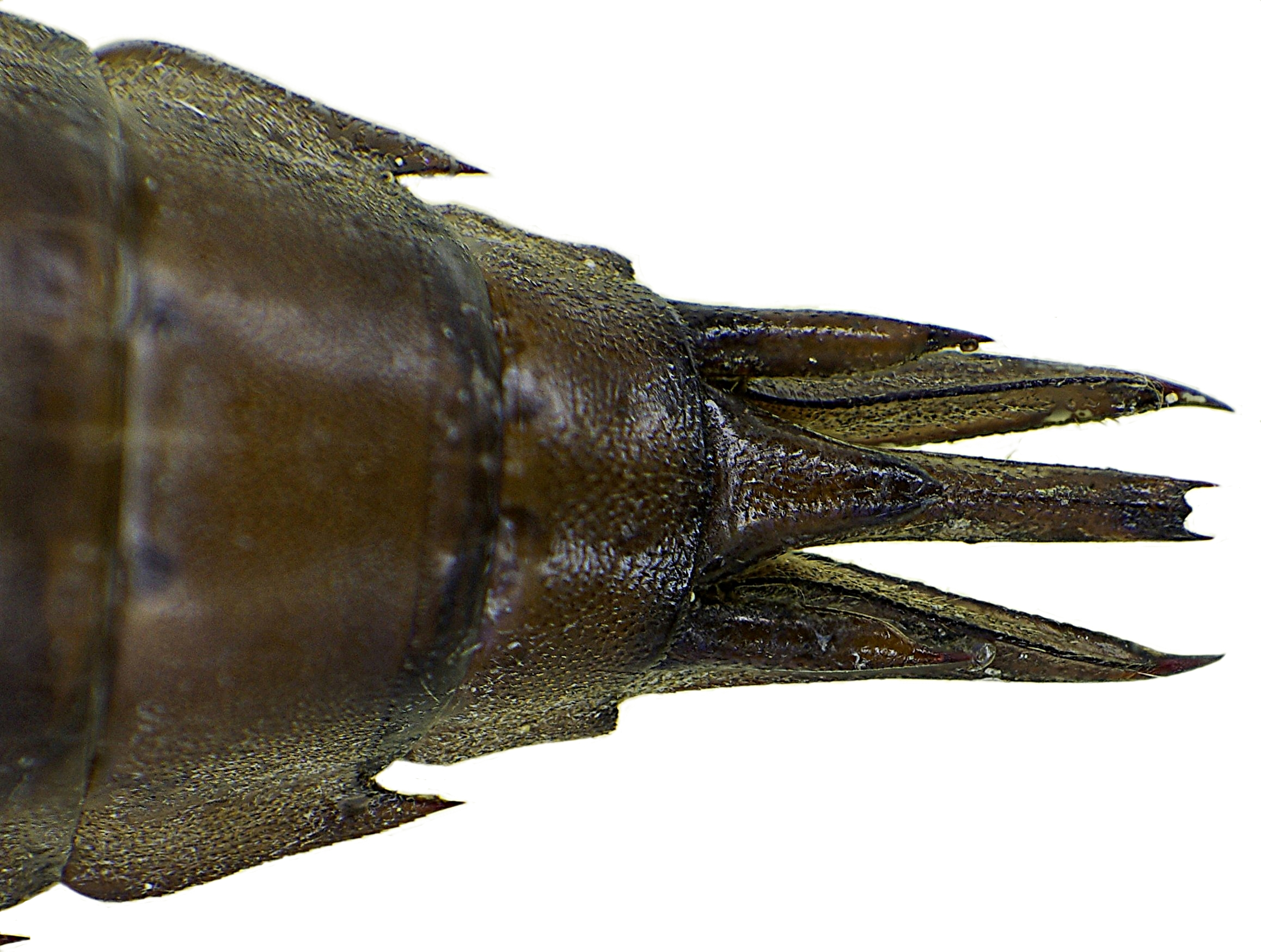
Ende des Hinterleibs der Exuvie (von oben)

## Bau der Larve
Die Larve unterscheidet sich von den anderen mitteleuropäischen Aeshniden durch die Kombination folgender Merkmale (vgl. Abb.):
- Die Fangmaske ist kurz und trapezförmig.
- Die Cercien sind nur knapp halb so lang wie die Analpyramide.
- Der Lateraldorn des 9. Abdominalsegments ist weniger als halb so lang wie das 10. Abdominalsegment.

## Lebensweise
Die Torf-Mosaikjungfer ist in den Monaten Juli bis September aktiv und hauptsächlich an Moorgewässern zu finden. Besonders am späten Nachmittag sonniger Tage findet man die sonnenden Männchen auf Baumstämmen.
Die Männchen patrouillieren häufig entlang der Ufer, wo sie aktiv nach Weibchen suchen. Die Paarung beginnt über dem Wasser und endet meistens in der Vegetation. Das Weibchen sticht die Eier in Pflanzen nahe der Wasseroberfläche ein.

## Larvenentwicklung
Die Larven der Torf-Mosaikjungfer schlüpfen erst etwa 10 Monate nach der Eiablage, entsprechend überwintern die Eier. Die Entwicklungsdauer der Larven beträgt zwei bis drei Jahre. Die Larven findet man in den Brutgewässern nicht selten an schwimmenden Pflanzenteilen hängend.

## Gefährdung
Vor allem durch die zunehmende Zerstörung der Moorgewässer, insbesondere die Trockenlegung derselben, verliert diese Libelle wie viele andere Moorarten ihren Lebensraum. Sie wird aus diesem Grund etwa in Deutschlands Roter Liste in die „Vorwarnliste“ eingeordnet.